# Бела Евальд Алтанс
Бела Евальд Алтанс або Бернд Евальд Альтанс (нім. Bernd Ewald Althans; 23 березня 1966) — колишній німецький неонацист. В минулому провідний організатор неонацистського підпілля Німеччини Альтанс залишив рух після ув’язнення в 1990-х роках і з тих пір не займається політикою.

## Біографія
Альтанс народився в родині середнього класу в Бремені, де його вчили що нацизм це зло, але все ж Бела обрав шлях ненависті, і з тринадцяти років почав брати участь у неонацистських групах. Бела став послідовником Міхаеля Кюнена і очолив Фронт дії націонал-соціалістів/національних активістів у Ганновері, поки організацію не було заборонено в 1983 році. Після ув'язнення Кюнена, Альтанса вигнали із сімейного дому, а також зі школи, тому Альтанс пішов жити до Отто-Ернста Ремера в Бад-Кіссінгені. Ремер зробив Альтанса лідером молодіжного руху за свободу, рух, який заснував Ремер, і навчив його організації осередкових рухів, а також познайомив з низкою провідних діячів неонацизму в усьому світі. У 1988 році Алтанс провів кілька місяців у Сполучених Штатах, де він тісно співпрацював з Томом Метцгером, виступаючи на його радіошоу, де вони обговорювали своє взаємне захоплення антисемітизмом лідера Нації ісламу Луїса Фаррахана.

## Керівник організації
20 квітня 1990 року Альтанс організував захід з заперечення Голокосту в Льовенбройкеллер (нім. Löwenbräukeller) у Мюнхені, почесним гостем якого був Девід Ірвінг. Вечір складався як з промов, так і з вистав, які висміювали Голокост. На той час Альтанс розірвав стосунки з Ремером, що призвело до особистої озлобленості між ними, тому Бела намагався розвинути власну персону на міжнародному рівні, тісно співпрацюючи з Іваном Блотом у Франції та CEDADE в Іспанії. У Німеччині Альтанс, співпрацюючи з Крістіаном Ворхом, намагався розширити неонацистські операції шляхом таємної роботи з менш підпільними групами, які офіційно відмовлялися від нацизму, такими як Національно-демократична партія Німеччини та Німецький народний союз, возз’єднавши Фракції Кюнена після його смерті та створив міцніші організаційні бази у колишній Східній Німеччині. Альтанс також зв'язався з Інститутом перегляду історії та відвідав ряд їхніх конференцій
.
На початку 1990-х Альтанс став прес-представником німецького неонацизму, скориставшись своєю риторикою, яка дозволяла йому здаватися витонченим, імпозантною зовнішністю та вільним володінням французькою та англійською мовами. У той час у нього був власний офіс у елітному районі Мюнхена, у вікні якого висів портрет Адольфа Гітлера. Альтанс використовував всесвітню мережу для організації заходів груп хейтерів, замаскованих під протести, одним із прикладів яких були сутички в Росток-Ліхтенхагені, це були жорстокі та ксенофобські бунти. Це наймасштабніші напади на мігрантів у післявоєнній Німеччині, хоча ніхто й не загинув. Сам житловий будинок, де проживали біженці, закидали камінням та коктейлями Молотова.

## Міжнародні зв'язки
Альтанс почав шукати нових союзників у Східній Європі та виступав на заходах для ветеранів 14-ї гренадерської дивізії СС (1-ї української) в Україні в 1993 році, а також здійснював поїздки до Росії, щоб наладити контакт з лідером Російської національної єдності Олександром Баркашовим. Подорожі Альтанса в основному фінансував заперечувач Голокосту Ернст Цюндель, вони разом поїхали до Росії в серпні 1994 року, де відносини з Баркашовим та іншими ультраправими лідерами були більш зміцнені. Вони також зустрілися з Володимиром Жириновським, хоча Альтанс не був вражений лідером Ліберально-демократичної партії Росії, припускаючи, що антисемітизм Жириновського був просто опортуністичним, а не ідеологічним, як його власний. Пізніше Альтанс розповідав, що Зюндель платив йому 16 000 німецьких марок на місяць: «Я раптово розбагатів. До цього у мене нічого не було. Тепер у мене було все. Це була чудова робота як для провокатора».
Альтанс і Зюндель давали інтерв’ю, а їхню активність і повсякденне приватне життя детально задокументувало шведське телебачення SVT в одній із програм Dokument utifrån, епізод Yrke Nynazist («Окупація: неонацисти»), який вийшов у ефір 20 серпня 1994 року та викликав деякі суперечки як у Швеції, так і в деяких містах Німеччини, які відмовилися показувати його, оскільки епізод містить сцени, де Альтанс і Зюндель відкрито пропагують нацизм без конкретики чи контркоментарів..

## Ув'язнення
У грудні 1994 року Альтанс був ув’язнений за розповсюдження відео, яке заперечувало Голокост, а, перебуваючи у в’язниці, йому висунули нові звинувачення, пов’язані з неповажними коментарями, які він зробив у документальному фільмі про нього, Beruf Neonazi, стверджуючи, що концентраційний табір Аушвіц був не більше ніж курорт, незважаючи на те, яким жахливим він був насправді. Під час судового процесу Альтанс намагався захистити себе, стверджуючи, що він відмовився від неонацизму та був агентом Verfassungsschutz з 1991 року. Альтанс пізніше сказав: «Це був слух, який опублікував [щотижневий журнал] друг. Це мало допомогти мені. Але це було неправдою, і суддя був занадто розумний для цього. Він прозрів через це» — водночас залучаючи свідків, щоб засвідчити, що він був бісексуалом.

10 липня 1995 року Der Spiegel повідомив, що Альтанс працював на баварську розвідку, доки агентство не припинило співпрацю через «недостовірність звітів». Під час судового розгляду справи Альтанса в Берлінському регіональному суді голова розвідки Баварії Герхард Форстер 1 серпня 1995 року спростував заяву Der Spiegel, але зізнався у двох зустрічах представників розвідки з Альтансом у 1994 році. Під час першої зустрічі 23 лютого 1994 року Альтанс запропонував «розширені файли» про німецьку неофашистську сцену за суму в 360 000 німецьких марок. Під час другої зустрічі 10 березня 1994 року ця пропозиція була відхилена представниками розвідки.
Зрештою його захист провалився, і йому додали ще 3+1⁄2 роки до терміну, який він уже відбував.

## Життя після ув'язнення
Альтанс, який згодом визнав свою гомосексуальність і вийшов заміж за свого бойфренда-тайванця, після звільнення залишив неонацистський рух і взагалі зник, а пізніше, як повідомлялося, жив під новим іменем у Бельгії. Згодом він передав свої приватні документи часів неонацизму до Міжнародного інституту соціальної історії в Амстердамі. На момент інтерв’ю Джея Рейнера для London Observer у січні 2022 року він жив у Берліні та був активістом на гей-сцені. Альтанс розповів, що його відхід від ультраправих «не був раптовою зміною. Це було з часом... Я провокатор, завжди ним був».